# برينان بيلي
برينان بيلي (بالإنجليزية: Brennan Bailey)‏ مواليد 23 يناير 1997 في الولايات المتحدة، هو ممثل أمريكي بدأ مسيرته الفنية عام 2005.

## الأعمال
- حصان الماء
- ذا منتاليست

## وصلات خارجية
- برينان بيلي على موقع IMDb (الإنجليزية)
- برينان بيلي على موقع قاعدة بيانات الفيلم (الإنجليزية)